# Calírroe (calidonia)
En la mitología griega, Calírroe era una joven calidonia que desdeñó a Coreso, sacerdote de Dioniso que imploró venganza al dios. Entonces Dioniso envió una maldición que provocó la locura de todas las mujeres del país y mató a muchas personas. Los calidonios consultaron el oráculo de Dodona para saber cómo poner fin a la maldición, y la respuesta fue que habrían de aplacar la ira del dios sacrificando a Calírroe o a cualquiera que se ofreciera en su lugar. Al no haber quien se presentara, Coreso recibió la orden de matar a Calírroe, pero, dándose cuenta de que su amor era superior a su resentimiento, decidió sacrificarse en lugar de su amada.
Calírroe, conmovida y temiendo a los manes de Coreso, se cortó el cuello junto a una fuente que más tarde recibió su nombre.